# Liste des arches naturelles en France
Il a été recensé en France environ 620 arches naturelles, réparties sur les côtes ou dans les régions montagneuses calcaires.
Elles sont distribuées principalement dans les départements suivants: 
- 71 arches dans l'Aveyron,
- 54 arches dans l'Isère,
- 45 arches en Haute-Savoie,
- 42 arches dans l'Ardèche,
- 42 arches dans la Drôme,
- 42 arches dans l'Hérault,
- 30 arches dans le Finistère
- 31 arches dans le Vaucluse,
- 29 arches dans la Lozère,
- 28 arches dans le Morbihan,
- 26 arches dans les Bouches-du-Rhône
- 21 arches dans l'Ain,
- 21 arches dans le Gard,
- 17 arches dans les Alpes-de-Haute-Provence,
- 17 arches en Savoie,
- 16 arches dans le Var,
- 15 arches dans les Hautes-Alpes,
- 5 arches dans la Loire-Atlantique,
- 1 arche dans la Moselle
- 1 arche dans l'Aude

## Liste des principales arches naturelles
Cette liste reprend les principales arches naturelles situées en France.
| Site                                         | Localisation                           | Description | Classement | Coordonnées                       | Photo                  |
| -------------------------------------------- | -------------------------------------- | --- | --- | --------------------------------- | ---------------------- |
| Pont d'Arc                                   | Ardèche Vallon-Pont-d'Arc              | Arche calcaire creusée par l'Ardèche Hauteur: 54 m Longueur: 60 m                                                                  | Le pont d'Arc fait partie de la réserve naturelle nationale des gorges de l'Ardèche                                            | 44° 22′ 55″ N, 4° 25′ 00″ E       | Pont d'Arc             |
| L'Ours et le Lion                            | Ardèche Les Vans Bois de Païolive      | Rocher calcaire situé dans le Bois de Païolive                                                                                     | Le bois de Paîolive est classé espace naturel sensible.                                                                        | 44° 24′ 00″ N, 4° 11′ 00″ E       | L'Ours et le Lion      |
| Arche Perdue.                                | Aude Fontjoncouse                      | Arche de calcaire sur le Devès | | 43° 02′ 43,33″ N, 2° 46′ 26,76″ E | L'Arche_Perdu          |
| Pont du Diable                               | Charente-Maritime Saint-Palais-sur-Mer | Arche creusée par l'érosion marine.                                                                                                | | 45° 38′ 26″ N, 1° 05′ 51″ O       | Pont du Diable         |
| Porte du Diable                              | Drôme Saint-Julien-en-Vercors          | Arche calcaire haute de 8 m. | La porte du Diable est située dans le parc naturel régional du Vercors                                                         | 45° 03′ 45″ N, 5° 26′ 22″ E       | Porte du Diable        |
| Roche percée                                 | Finistère Clohars-Carnoët              | | | 47° 46′ 06″ N, 3° 33′ 46″ O       | Roche-Percée           |
| Arche de l'île Ségal                         | Finistère Plouarzel                    | Petite arche de granite (haute de 1 m) creusée par l'érosion marine dans les rochers de l'Île Ségal.                               | L'île Ségal est un site naturel classé depuis 1975                                                                             | 48° 26′ 12″ N, 4° 47′ 06″ O       | Île Ségal              |
| Arche de la Pointe de Saint-Hernot           | Finistère Crozon                       | Arche creusée par l'érosion marine dans les falaises de la presqu'île de Crozon Hauteur: 5 m                                       | Intégré à la réserve naturelle régionale des sites d'intérêt géologique de la presqu'île de Crozon                             | 48° 12′ 05″ N, 4° 30′ 50″ O       | Pointe de Saint-Hernot |
| Arche de la Pointe de Dinan                  | Finistère Crozon                       | Arche creusée par l'érosion marine dans les falaises de la presqu'île de Crozon Hauteur: 12 m                                      | Intégré à la réserve naturelle régionale des sites d'intérêt géologique de la presqu'île de Crozon                             | 48° 14′ 00″ N, 4° 34′ 00″ O       | Pointe de Dinan        |
| La Pierre Percée                             | Isère Pierre-Châtel                    | Arche calcaire creusée au sommet d'une colline Hauteur: 3 m Longueur: 6 m                                                          | Classée parmi les sept merveilles du Dauphiné                                                                                  | 44° 57′ 54″ N, 5° 45′ 33″ E       | Pierre Percée          |
| Arche de la Tour Percée                      | Isère Saint-Bernard                    | Double arche calcaire Ouverture: 32 m                                                                                              | Fait partie de la réserve naturelle nationale des Hauts de Chartreuse                                                          | 45° 22′ 10″ N, 5° 54′ 17″ E       | La Tour Percée         |
| Arche de Port Blanc Porz Gwen                | Morbihan Saint-Pierre-Quiberon,        | Arche des falaises de la Côte Sauvage de la presqu'île de Quiberon.                                                                | La Côte Sauvage fait partie des sites classés du Morbihan                                                                      | 47° 30′ 06″ N, 3° 08′ 56″ O       | Arche de Port Blanc    |
| Arche de Kotriad                             | Morbihan Bangor,                       | Arche des falaises de la Côte Sauvage de Belle-Île-en-Mer.                                                                         | Le site est propriété du Conservatoire du littoral. Belle-Île-en-Mer est classé Natura 2000.                                   | 47° 18′ 01″ N, 3° 13′ 28″ O       | Arche de Kotriad       |
| Arche du Dotchot                             | Morbihan Bangor,                       | Arche creusée dans les schistes de la côte sud de Belle-Île-en-Mer.                                                                | Le site est propriété du Conservatoire du littoral. Belle-Île-en-Mer est classé Natura 2000.                                   | 47° 18′ 04″ N, 3° 10′ 19″ O       | Arche de Dotchot.JPG   |
| Arche de Penhoët                             | Morbihan Sauzon,                       | Faille dans les falaises de la côte nord de Belle-Île-en-Mer. hauteur: 15 m environ.                                               | Le site est propriété du Conservatoire du littoral. Belle-Île-en-Mer est classé Natura 2000.                                   | 47° 23′ 12″ N, 3° 14′ 38″ O       | Arche de Penhoët       |
| Arche de l'Erbsenfelsen                      | Moselle Eguelshardt                    | Arche creusée dans un rocher de grès, haute de 25 m et longue de 12 m, située sur l'Erbsenberg (altitude 402 m)                    | L'arche de L'Erbsenfelsen est située dans le parc naturel régional des Vosges du Nord                                          |                                   |                        |
| Aiguille Percée                              | Savoie, Tignes                         | Arche à 2770 mètres d'altitude dans le massif de la Vanoise.                                                                       | L'aiguille percée est située dans la réserve naturelle nationale de Tignes-Champagny en bordure du parc national de la Vanoise | 45° 29′ 00″ N, 6° 53′ 33″ E       | Aiguille percée        |
| Trou de la Pointe Percée                     | Haute-Savoie,                          | Ouverture traversant le sommet de la Pointe Percée à 2750 mètres d'altitude dans le massif des Aravis.                             | La chaîne des Aravis est classée zone naturelle d'intérêt écologique, faunistique et floristique                               | 45° 47′ 30″ N, 6° 33′ 20″ E       |                        |
| Arche de l'esplanade du Rocher de la Vierge. | Pyrénées-Atlantiques, Biarritz         | Arche situé devant le Rocher de la Vierge                                                                                          | | 43° 29′ 03″ N, 1° 34′ 13″ O       | Rocher de la Vierge    |
| Rocher de la Frégate Roche ronde             | Pyrénées-Atlantiques, Biarritz         | Deux arches situées au niveau de l'estran, dessous du rocher de la Frégate et de la roche Ronde face à la grande plage de Biarritz | Site classé Natura 2000 | 43° 29′ 22″ N, 1° 35′ 26″ O       |                        |
| Manneporte                                   | Seine-Maritime Étretat,                | Arche de craie de la falaise d'Aval d'Étretat.                                                                                     | | 49° 41′ 58″ N, 0° 10′ 58″ O       | Manneporte             |
| Porte d'Aval                                 | Seine-Maritime Étretat,                | Arche de craie et l'aiguille de la falaise d'Étretat.                                                                              | | 49° 41′ 58″ N, 0° 10′ 58″ O       | Porte d'Aval           |
| Porte d'Amont                                | Seine-Maritime Étretat,                | Arche de craie de la falaise d'Amont d'Étretat.                                                                                    | | 49° 41′ 58″ N, 0° 10′ 58″ O       | Porte d'Amont          |
| Arche du Cap des Mèdes.                      | Var Porquerolles                       | Arche creusée par l'érosion marine dans les falaises du Cap des Mèdes                                                              | Le cap des Mèdes fait partie de le parc national de Port-Cros - Porquerolles                                                   | 43° 01′ 31″ N, 6° 14′ 30″ E       | Pont d'Arc             |
| Arche du Dramont.                            | Var Saint-Raphaël                      | Arche de rhyolite sur le flanc est du Dramont dans le massif de l'Esterel                                                          | Le Dramont fait partie du parc maritime départemental Estérel-Théoule                                                          | 43° 25′ 00″ N, 6° 31′ 00″ E       | Dramont                |

## Listes des arches naturelles classées par département
- Liste des arches naturelles des Alpes-de-Haute-Provence
- Liste des arches naturelles de l'Aveyron
- Liste des arches naturelles du Finistère
- Liste des arches naturelles de la Loire-Atlantique